# Grace Kelly
Grace Patricia Kelly (Filadelfia, 12 de noviembre de 1929-La Colle, Mónaco, 14 de septiembre de 1982), también conocida como Grace de Mónaco, fue una actriz de cine estadounidense ganadora de un premio Óscar, y posteriormente princesa consorte de Mónaco por su matrimonio con el príncipe Raniero III.
Tras comenzar su carrera de actriz en 1948, tres años después debutó en el cine con la película Catorce horas y al cabo de dos años, en 1953, con el estreno de Mogambo, se convirtió en una estrella de Hollywood y llegó a participar en un total de 11 filmes. Con sus interpretaciones, reunió varias nominaciones a los Globos de Oro y los Premios de la Academia, ganando el Óscar a la mejor actriz por su papel en la película The Country Girl.
Cuando se encontraba en la cima de su carrera, se retiró del mundo del cine, a los 26 años, para casarse con el príncipe soberano de Mónaco, con quien tuvo tres hijos: Carolina, Alberto y Estefanía.
Como princesa de Mónaco, logró que Mónaco se revitalizara, aumentando el número de turistas y de dinero, lo que hizo recuperar la economía monegasca. Además, en su papel de presidente de la Cruz Roja, promovió una gala benéfica anual que obtuvo mucha relevancia y ayudó a la mejora del hospital así como de otras infraestructuras hospitalarias de Mónaco.
Tiene una estrella propia en el paseo de la fama de Hollywood, situada en el 6329 de Hollywood Bulevar, por su carrera cinematográfica, anterior a convertirse en princesa de Mónaco. Es considerada como uno de los mayores mitos cinematográficos y una de las divas más reconocidas de la historia del cine, además de ser un referente de la moda femenina en su época.

## Biografía

### Primeros años y familia
Hija de John Brendan Kelly, un empresario de la construcción y de Margaret Katherine Majer, educadora y exatleta de ascendencia irlandesa y alemana, nació en Filadelfia el 12 de noviembre de 1929 con el nombre de Grace Patricia Majer Kelly, en el Hahnemann University Hospital. Era la tercera de los cuatro hijos que tuvo la familia Kelly, la mayor, Margaret Katherine, conocida familiarmente como Peggy, nació en 1925, dos años más tarde, en 1927, nació John Brendan Jr., más conocido como Kell. En 1933 nació la última hija, Elizabeth Anne, conocida como Lizanne.
Jack Kelly era un exatleta olímpico muy respetado en Filadelfia. Había nacido en 1890 en medio de una familia humilde de origen irlandés que había emigrado a los Estados Unidos. Su padre era un jornalero que había ido a parar a la capital de Pensilvania para trabajar en la industria textil. Se casó con Mary Costello con quien tuvo diez hijos, de los cuales solo ocho sobrevivieron. En plena adolescencia, Jack se aficionó al remo y lo convirtió en su obsesión, hasta el punto de que se buscó un patrocinador para poder participar en la Diamond Challenge Scull de 1919, la competición más reputada de este deporte, pero su solicitud fue rechazada. Pero un año más tarde, consiguió dos medallas de oro en los Juegos Olímpicos de Amberes, una de ellas individualmente, y la otra por parejas con su primo Paul Costello. Después de esta hazaña organizó, con su hermano Charles, su propia fábrica de ladrillos Kelly for Brickwork, con un mercado orientado a la construcción de edificios mayores con la que se hicieron ricos. En 1917 conoció a la que sería su esposa, Margaret Katherine Majer, hija de unos emigrantes alemanes que se licenció como profesora de Educación Física en la Universidad de Temple, y que se casó con Jack Kelly el 30 de enero de 1924. Ese mismo año Jack Kelly volvió a ganar una medalla de oro con su primo en los Juegos Olímpicos de París.

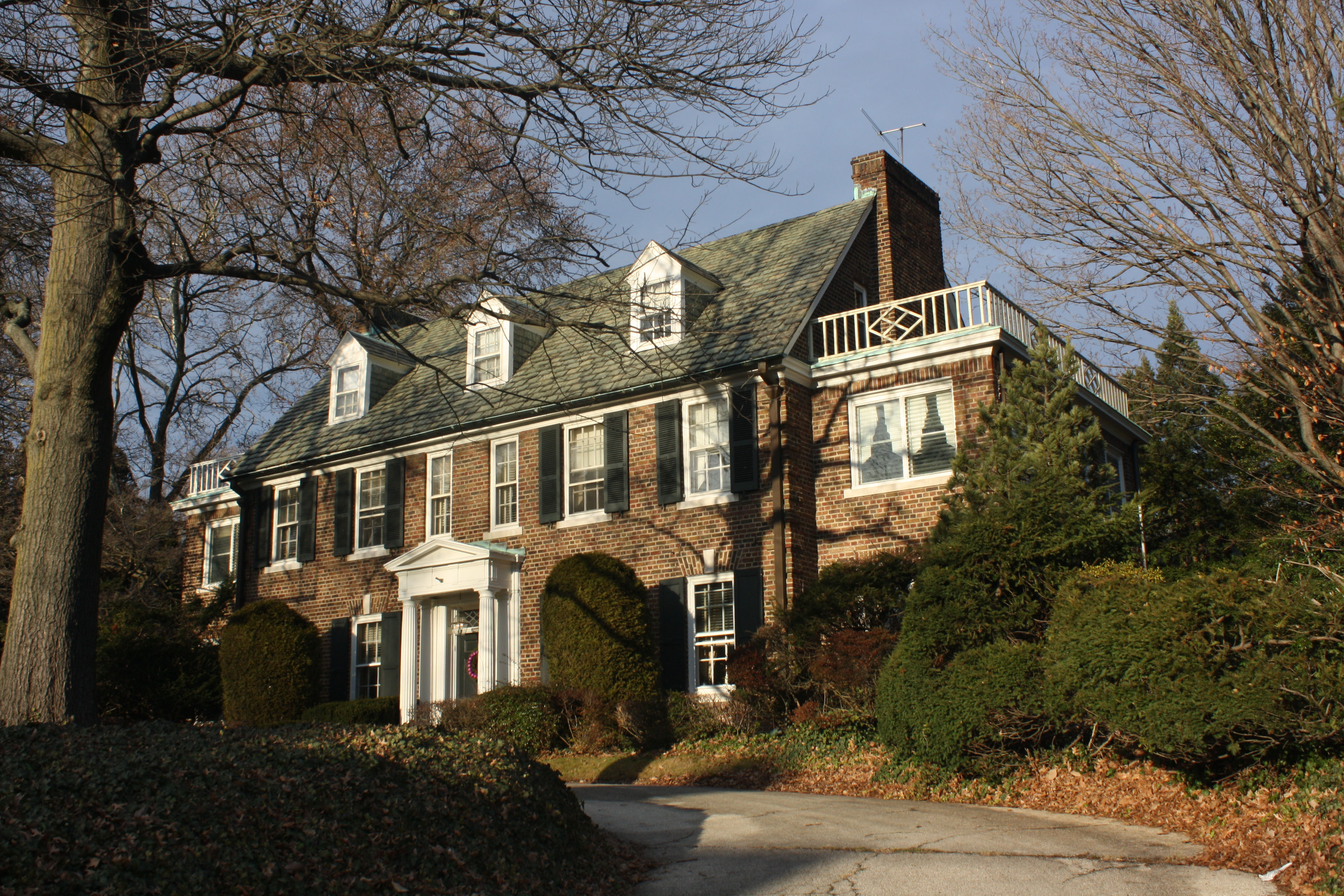
Casa de la familia Kelly en East Falls, Filadelfia, donde Grace creció junto con su familia.

Cuando nació Grace, la familia Kelly ya gozaba de una cierta bonanza económica y la hazaña olímpica de su padre hacía que fuera una familia conocida en Filadelfia. En otoño de 1934 sus padres la matricularon en el Academy of the Assumption, en Ravenhill, donde recibió una educación católica y donde completó sus estudios e hizo sus primeros papeles en el teatro interpretando el papel de la Virgen María en las obras de Navidad y donde comenzó a practicar ballet, su primera vocación. Aquí comenzó a aficionarse por la lectura y leer muchas obras de teatro sobre todo de su tío George, quien había ganado un Premio Pulitzer en 1926 por su obra de teatro Craig's Wife.
Con catorce años, en 1943, se matriculó en la Old Academy Players en el barrio de East Falls, que tenía un grupo de teatro donde ya había actuado su hermana Peggy para fundaciones benéficas. Aquí es donde Grace decide que quiere triunfar en el escenario, sea como bailarina de ballet o como actriz. Seguramente su tío George Kelly, dramaturgo de renombre en Estados Unidos y ganador del Pulitzer, y su otro tío Walter Kelly que era cantante de un music hall y actor de vodevil que tuvo un cierto éxito radiofónico y como actor, influyeron en su decisión de trabajar en el mundo de la escena.
En 1947, Grace finalizó sus estudios secundarios que cursó en la Stevens School. En aquella época su hermana Peggy ya se había casado y esperaba su primer hijo, su hermano Kell, quien practicaba el remo como su padre, entrenaba en el río Schuylkill preparándose para participar en la Diamond Challenge scull, que ganaría en dos ocasiones, y para participar en los Juegos Olímpicos del año siguiente; y su hermana Lizanne apenas finalizaba su educación primaria. Grace decidió que quería seguir sus estudios de ballet en el colegio femenino Bennington, en Vermont. Desgraciadamente, no se pudo matricular, ya que allí le pedían un año más de matemáticas que Grace no había cursado. Entonces decidió matricularse en el Academy of Dramatic Arts de Nueva York donde, a pesar de presentar su solicitud fuera de plazo, fue aceptada por ser sobrina de George Kelly. Así Grace se fue de su Filadelfia natal para ir a vivir en Nueva York, donde inició su carrera.

### Carrera como actriz

#### Primeros trabajos

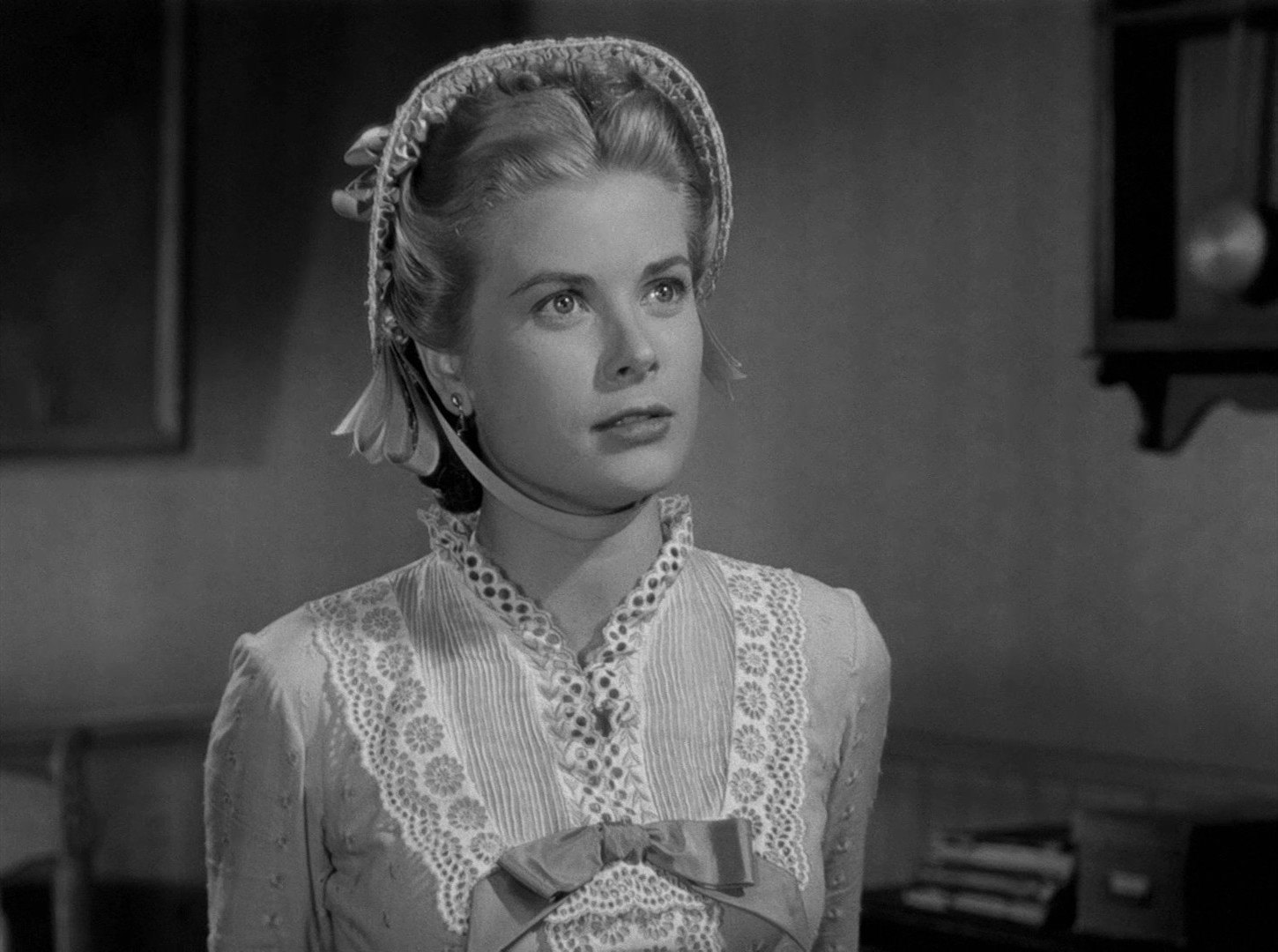
Grace Kelly en Solo ante el peligro (1951).

Mientras estudiaba en Nueva York, Grace buscó un trabajo complementario a sus estudios de actriz, y curiosamente este trabajo era el mismo que había tenido su madre cuando era soltera: modelo. En aquella época anunció varios productos, pero sobre todo publicitó cigarrillos, productos de limpieza y lencería. Llegó a patrocinar la marca de cigarrillos  Old Gold , que se anunciaba en grandes carteles en las calles céntricas de Manhattan.
En 1948, justo después de terminar su primer año en el  Academy of Dramatic Arts, Grace actuó con The Bucks County Playhouse, en New Hope, Pensilvania, donde interpretó un papel de la obra de su tío George: The Torch Bearers. Al año siguiente le llegó la ocasión de actuar por primera vez en Broadway, con la compañía del célebre Raymond Massey, con una obra de August Strindberg titulada The Father, que se estrenó primero en Boston y el 16 de noviembre de 1949 debutó finalmente en Broadway. Las críticas sobre su actuación fueron muy favorables y después de este éxito recibió varias ofertas para actuar en el teatro y en la televisión. En los dos años siguientes interpretó más de sesenta papeles dramáticos de todo tipo, sobre todo para televisión.

#### Inicio al cine
El éxito en la televisión le proporcionó la oportunidad de dar el salto a la pantalla grande, donde debutó con un papel poco relevante en la película de Henry Hathaway, Catorce horas. La película pasó inadvertida para el gran público, pero para Grace Kelly supuso el inicio de su gran carrera cinematográfica. Al poco tiempo la 20th Century Fox contactó con su agente para convocarla para un casting para la película  Taxi . El director Gregory Ratoff quedó encantado con la actuación de la actriz, pero finalmente la productora decidió apostar por otra actriz.

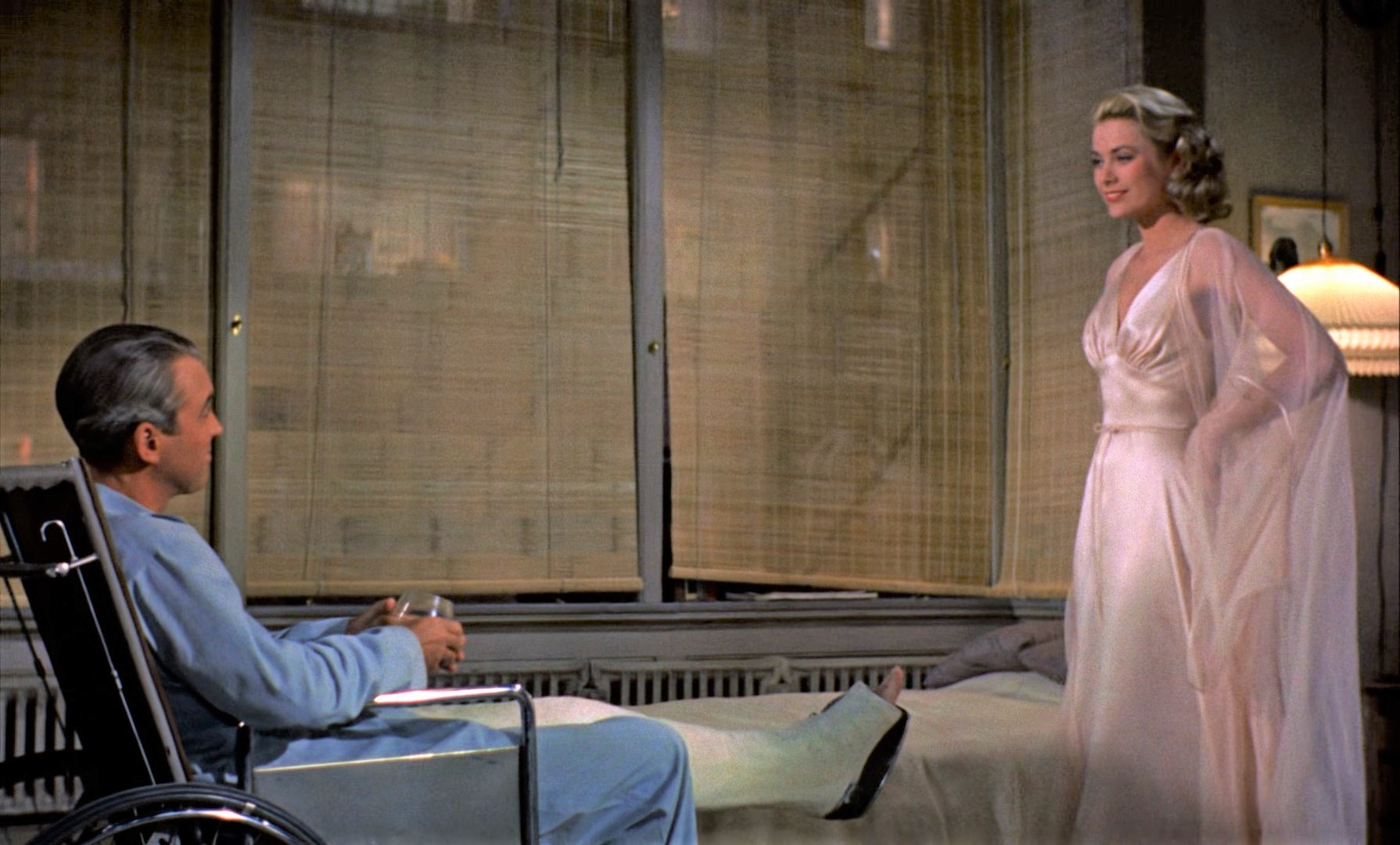
Con James Stewart en La ventana indiscreta, 1954.

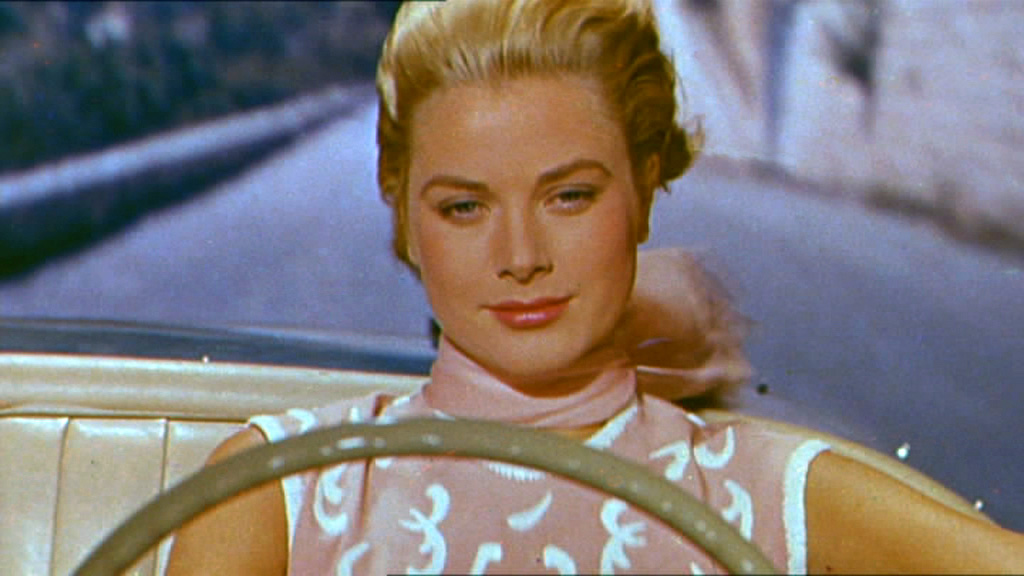
Kelly en Atrapa a un ladrón (1955).

El verano de 1951 fue contratada por la Elitch Gardens, obras de teatro que podía representar en cualquier momento, según lo requiere cada teatro y cada contrato. Mientras se encontraba trabajando para esta compañía recibió la oferta para actuar en la película de Fred Zinnemann, Solo ante el peligro, con Gary Cooper y Katy Jurado como compañeros de rodaje.
Poco después de terminar el rodaje y antes del estreno del filme, el legendario director de cine John Ford acudió al preestreno de la película y vio por primera vez a Grace Kelly actuar. John Ford quedó satisfecho de la actuación y pensó en ella para participar en su próximo filme aunque todavía tenía algunas dudas. Pero los elogios por parte de su amigo Gregory Ratoff le convencieron para contratarla para su próxima película, Mogambo, protagonizada por Clark Gable y Ava Gardner. Pero si Grace quería participar en esta película, tenía que firmar un contrato de siete años con la MGM. Finalmente accedió a firmar el contrato pero con las condiciones que la dejaran vivir en Nueva York y que solo rodaría tres películas por año. Esta película le brindaría un Globo de Oro a la mejor actriz secundaria y su primera nominación a un Premio de la Academia, convirtiéndola en una actriz de renombre.

#### Estrella de Hollywood

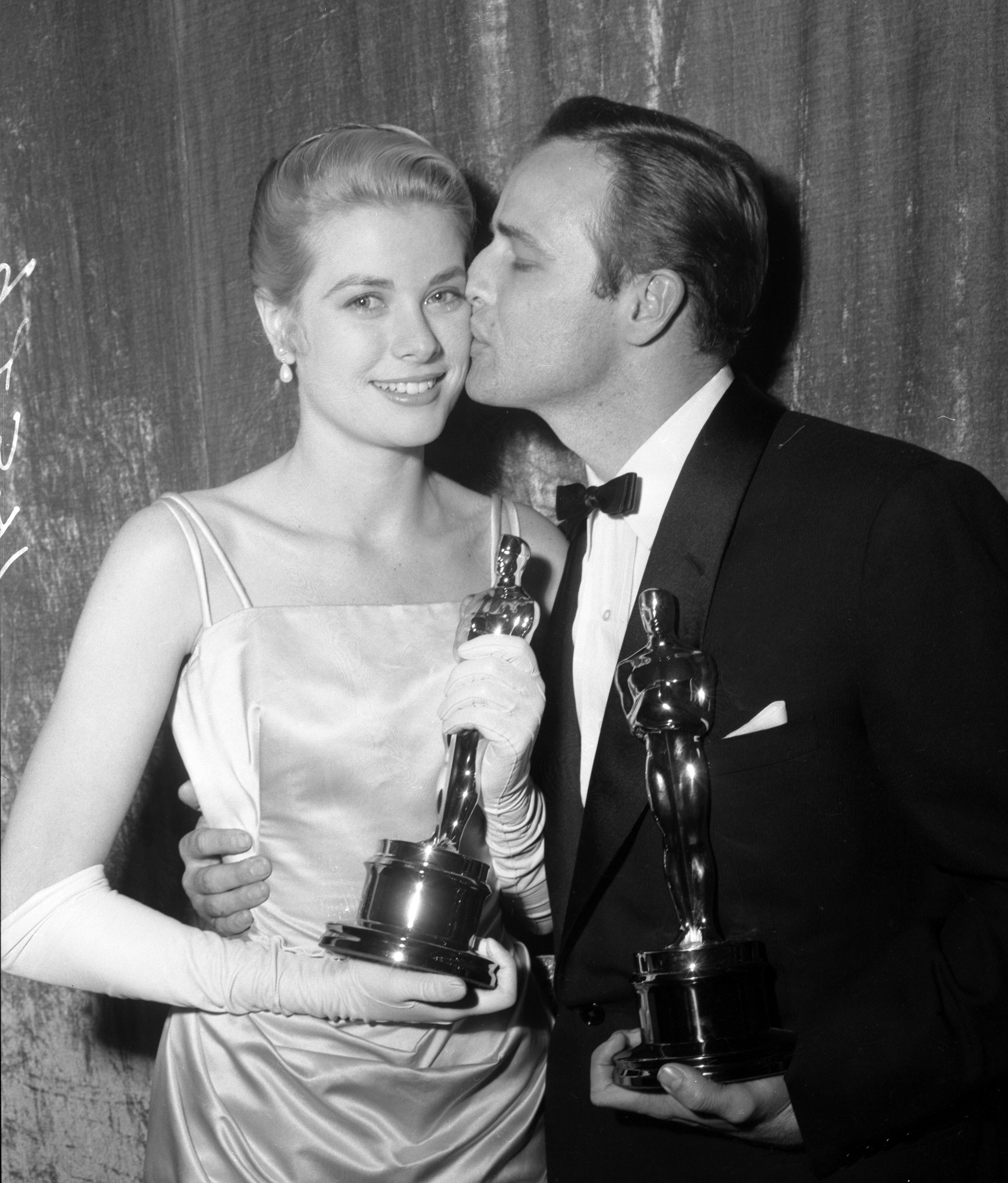
Grace Kelly y Marlon Brando en los Premios de la Academia de 1955.

Era el año 1953 y tras el éxito obtenido con Mogambo, la Warner Brothers pidió la cesión de Grace Kelly en la MGM para participar en una película de Alfred Hitchcock. Se trataba de la película Crimen perfecto (en el original en inglés, Dial M for murder; 1954), protagonizada por Ray Milland. La película, como todas las de Alfred Hitchcock, tuvo mucho eco, y Grace quedó encantada con la manera de dirigir de Hitchcock.
Grace Kelly se configura en esta época como una de las principales estrellas del star-system de Hollywood.
El año siguiente, la Paramount Pictures la llamó para participar en otro filme de Hitchcock, se trataba de La ventana indiscreta, protagonizada por James Stewart. Con el actor mantuvo una gran relación de amistad. Después de esta película Grace había participado con grandes leyendas del cine como John Ford, Clark Gable, Ava Gardner, Gary Cooper y James Stewart. Pero siempre lo había hecho en un segundo plano, nunca como protagonista, y era cuestionada por algunos críticos que no creían que pudiera protagonizar algún papel importante. Ese mismo año también rodó una película sobre la guerra de Corea titulada Los puentes de Toko-Ri, interpretando a la esposa de William Holden, quien hacía de protagonista. Poco después de rodar la película, William Perlberg y George Seaton, quienes habían sido productores de Los puentes de Toko-Ri, le propusieron que interpretara un drama que había tenido éxito en Broadway, se trataba de The Country Girl. En este filme Grace volvía a compartir pantalla con William Holden y esta vez también la compartiría con otro de los grandes del momento: Bing Crosby. La película supuso la segunda nominación de Grace Kelly por un Premio de la Academia, pero esta vez como actriz principal. Aunque tenía contrato con la MGM, el éxito le había llegado con otras productoras, por lo que la MGM la obligó a participar en una película justo después de terminar de rodar The Country Girl. Por eso una vez acabado el rodaje, viajó hacia Colombia donde se rodó Green Fire, una película que pasaría desapercibida por el público mayoritario. A finales de año, después de que Grace rodara cinco películas en solo ocho meses, Alfred Hitchcock la convence para actuar en su nueva película: To Catch a Thief (Atrapa a un ladrón) con Cary Grant de protagonista.  De esta manera se convertiría en la primera actriz en actuar en tres películas consecutivas de Hitchcock. La película, en la cual Grace tuvo un gran lucimiento personal, se filmó en la Costa Azul francesa. Y fue gracias a esta película que conoció Mónaco por primera vez y allí a quien sería su marido.
El año 1955 comenzó muy bien para Grace, ya que en febrero se celebró la entrega de los Premios Óscar y ganó la estatuilla a mejor actriz por su papel en la película The Country Girl. Este papel también le valió para ganar un Globo de Oro a la mejor actriz dramática.

#### Retirada

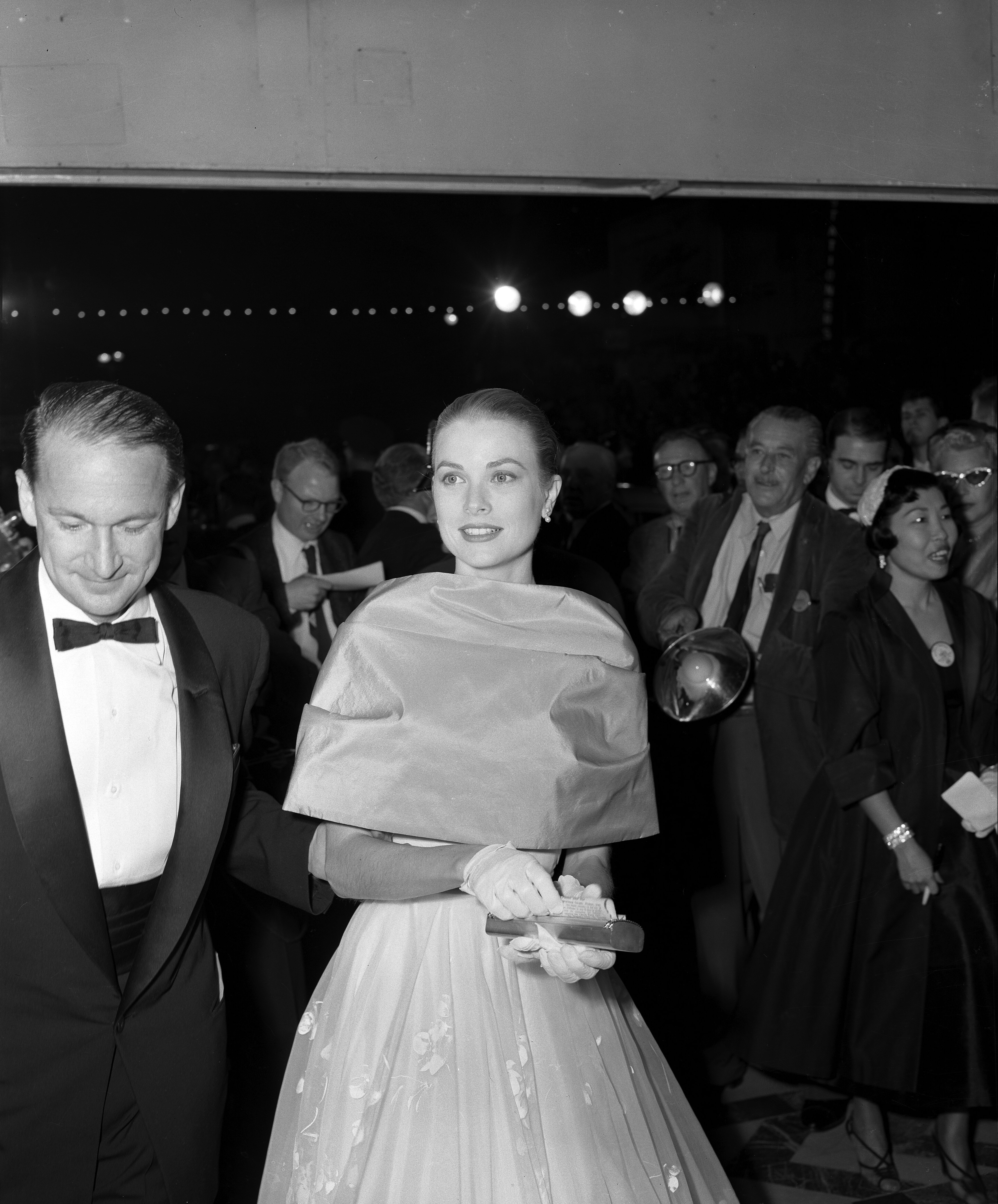
Grace Kelly llegando a la gala de los Óscar de 1955.

En 1955 mientras rodaba la película El cisne, durante su estancia en Mónaco, fue presentada al príncipe Raniero III de Mónaco quien, deslumbrado por la belleza de la actriz, la invitó a visitar los jardines de palacio. Poco tiempo después inició una relación amorosa con el príncipe. Al terminar esta película la MGM le presentó un nuevo proyecto, se trataba del filme Alta sociedad (1956), que era una adaptación musical de The Philadelphia Story, una comedia teatral de Philip Barry. Durante los dos rodajes se produjo un hecho que cambió por completo su vida, el príncipe Raniero III de Mónaco viajó en avión hasta la casona de los Kelly en Filadelfia para pedir la mano de Grace Kelly y acordar los términos del compromiso.
Grace Kelly declaró más tarde: «De pronto, el príncipe era uno más del clan Kelly. Él y mi padre tenían el mismo apretón de manos. Compartían los mismos gustos deportivos. Durante cuatro años, el príncipe había luchado porque su pequeño reino fuera algo más que un casino. Ambos luchamos por nuestra cuenta y eso es lo que nos unió».
El 5 de enero de 1956, el compromiso fue anunciado en el mundo. La noticia causó sensación en Hollywood, pero supuso que se retirara y finalizara su carrera cinematográfica, ya que el pueblo de Mónaco no podía permitir que su princesa apareciera de pareja con otros hombres en la pantalla. The Philadelphia Princess preguntó a Grace qué tipo de familia quería tener: «Les puedo decir que tendremos muchos hijos». Una vez finalizado el rodaje de Alta Sociedad, anunció a la MGM que se retiraba, rompiendo así el contrato que aún tenía en vigor con la productora. Su presidente, Dore Schary, accedió a dejarla marchar sin pedir a cambio hacerse con los derechos de la retransmisión de la boda. Bing Crosby declaró: «La echaremos mucho de menos en el cine». En cuanto a Alfred Hitchcock, dijo, resentido por la pérdida de su actriz fetiche: «Casarse con un príncipe está en el camino de éxito de Grace. Lo ha hecho con la facilidad de un trapecista. Pero no sé si la plataforma donde debe aterrizar será demasiado estrecha».
En 1956 se estrenaba su último filme finalizando así una carrera donde constaban 11 películas, así como un Óscar y dos Globos de Oro.

## Princesa de Mónaco

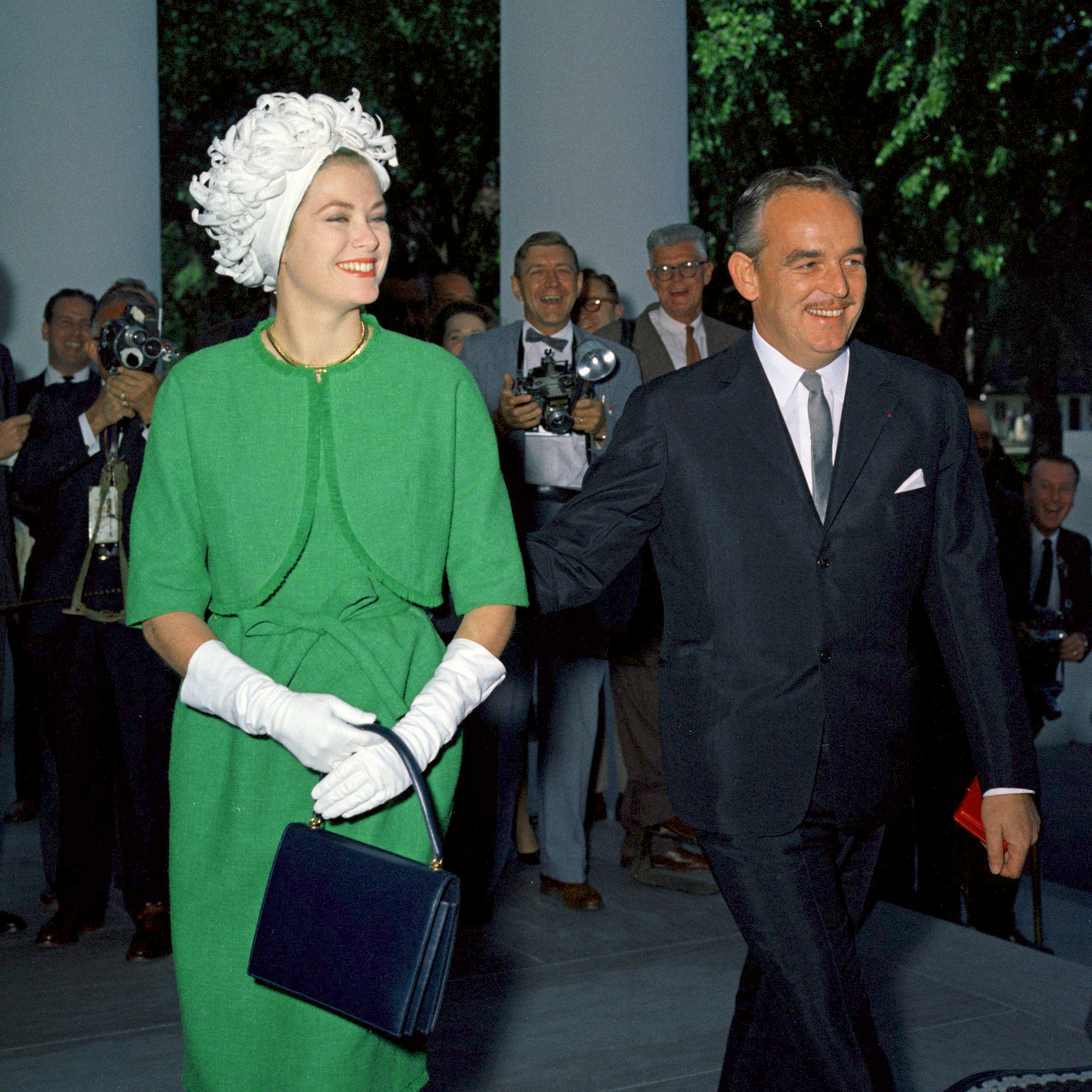
Su Altezas Serenísimas los príncipes Grace y Raniero III de Mónaco.

El 4 de abril de 1956,  Grace, junto a su familia, sus damas de honor y su caniche, y junto con más de 80 piezas de equipaje embarcó en forma exclusiva en el transatlántico SS Constitution con destino a la Riviera francesa. Unos 400 periodistas solicitaron realizar el viaje en el barco, aunque se les denegó a la mayoría de ellos. Miles de fanáticos despidieron a la comitiva en el puerto, al comienzo de la travesía de ocho días. A su llegada, más de 20 000 personas se agolpaban en la costa, muelles y en las calles para saludar a la futura princesa consorte.
Contrajo matrimonio civil con el príncipe Raniero el 18 de abril de 1956 en el Salón del Trono del Palacio de Mónaco. La boda religiosa tuvo lugar un día después, en la Catedral de Mónaco. Grace llevó un traje de novia diseñado por la estadounidense Helen Rose.
A partir de entonces su vida y su trabajo estuvieron dedicados por entero a su familia y a su nuevo país. Su figura y elegante estilo dieron un nuevo impulso al Principado de Mónaco, el cual creció económicamente gracias al turismo de lujo y a la llegada de grandes fortunas e inversionistas, atraídos por las concesiones económicas y ventajas fiscales impulsadas por Raniero. Esta pujanza y la consolidación de una familia reinante con descendencia garantizaron la pervivencia de Mónaco como estado independiente, que evitó así ser anexionado por Francia.
El matrimonio tuvo tres hijos:
- S.A.R. Carolina, princesa de Hannover (nacida el 23 de enero de 1957).
- S.A.S. Alberto II, príncipe Soberano de Mónaco (nacido el 14 de marzo de 1958).
- S.A.S. la Princesa Estefanía (nacida el 1 de febrero de 1965).

En 1962 Grace invitó a abandonar el palacio a la princesa Antonieta, hermana de su esposo, quien llegó a desaparecer de Mónaco por un tiempo. Las pretensiones de Antonieta eran colocar a su propio hijo en el trono ocupado por su hermano por lo que la descendencia entre éste y Grace Kelly desmontaron sus planes, provocando tensas relaciones entre ella y los soberanos. Relaciones que finalmente culminaron con la invitación de la princesa a abandonar el palacio.

## Fallecimiento

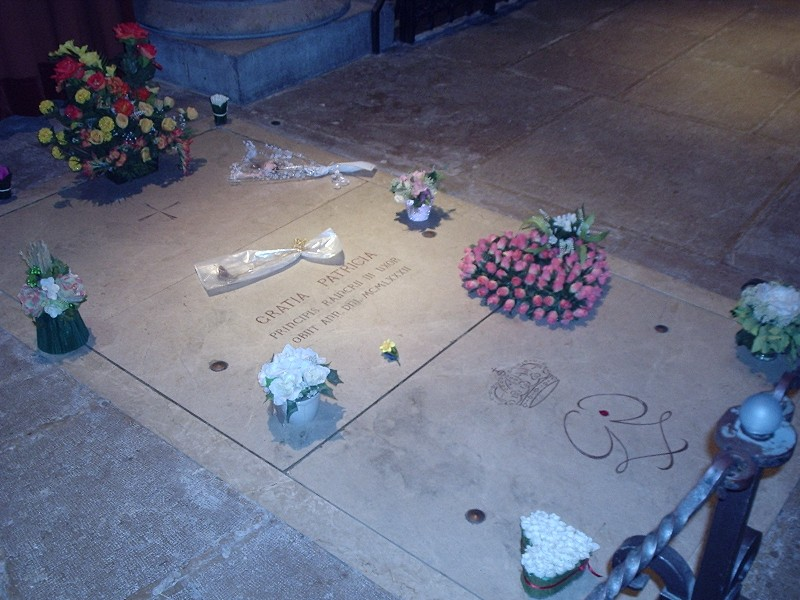
La tumba de la princesa Grace de Mónaco, en la Catedral de San Nicolás (Mónaco).

El 13 de septiembre de 1982, Grace insistió en conducir de regreso a Mónaco desde su casa de campo en Roc Agel, descartando a su chófer, y sufrió un accidente al salirse de la vía el Rover P6 B 3500 S en una curva de la carretera cercana a Mónaco, precipitándose por una ladera de 30 m que terminó con el automóvil volcado.
La circunstancia de que llevara a su hija Estefanía como acompañante provocaría rumores que era la joven quien conducía el coche en el momento del accidente (a pesar de tener diecisiete años); otros supuestos propusieron una discusión entre madre e hija que desconcentró a la conductora. Al día siguiente del accidente, la Princesa murió sin recobrar el conocimiento en el Centro Hospitalario Princesa Grace a sus 52 años. La Princesa Grace Kelly, fue enterrada en la Catedral de San Nicolás el sábado 18 de septiembre de 1982. Acudieron a sus exequias representantes de todas las Casas Reales del mundo; entre ellos, reyes, reinas, príncipes, grandes duques y Jefes de Gobierno de algunas repúblicas. Raniero III sería sepultado junto a ella tras su fallecimiento, el 15 de abril de 2005.

## Influencia artística

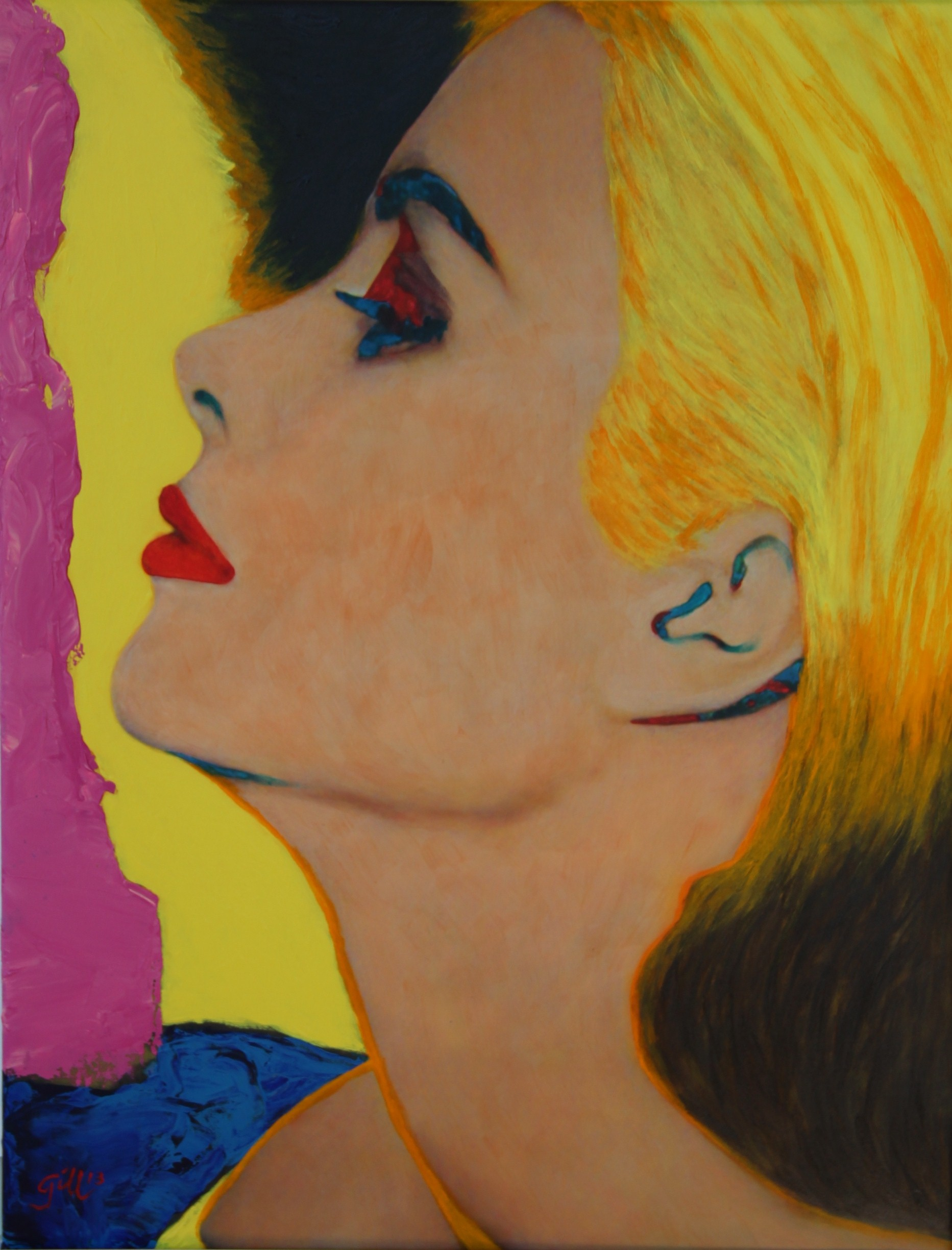
James Gill: «Grace Kelly in Sun» (2013).

El artista pop estadounidense Andy Warhol hizo un retrato de Grace Kelly en 1984 para el Instituto de Arte Contemporáneo de Filadelfia como una edición limitada en serigrafía. Kelly ha sido representada también por otros artistas pop, incluyendo James Gill, quien hizo un retrato de la mencionada actriz en 2013.
En 2007, el cantante libanés Mika lanzó el sencillo «Grace Kelly» con el que alcanzó la fama.
Grace es una de las actrices del Hollywood Clásico mencionadas en la parte rap de la canción «Vogue» de Madonna.

## Filmografía completa
| Año  | Película               | Personaje          |
| ---- | ---------------------- | ------------------ |
| 1951 | Catorce horas          | Louise Ann Fuller  |
| 1952 | Solo Ante el Peligro   | Amy Fowler Kane    |
| 1953 | Mogambo                | Linda Nordley      |
| 1954 | Los puentes de Toko-Ri | Nancy Brubaker     |
| 1954 | Fuego verde            | Catherine Knowland |
| 1954 | La angustia de vivir   | Georgie Elgin      |
| 1954 | La ventana indiscreta  | Lisa Carol Fremont |
| 1954 | Dial M for Murder      | Margot Wendice     |
| 1955 | El cisne               | Princesa Alexandra |
| 1955 | To Catch a Thief       | Frances Stevens    |
| 1955 | Alta sociedad          | Tracy Lord         |

## Premios y distinciones
Premios Óscar
| Año  | Categoría                          | Película             | Resultado |
| ---- | ---------------------------------- | -------------------- | --------- |
| 1954 | Óscar a la mejor actriz de reparto | Mogambo              | Nominada  |
| 1955 | Oscar a la mejor actriz            | La angustia de vivir | Ganadora  |

Premios Globo de Oro
| Año  | Categoría                          | Película             | Resultado |
| ---- | ---------------------------------- | -------------------- | --------- |
| 1953 | Mejor actriz de reparto            | Mogambo              | Ganadora  |
| 1954 | Mejor actriz - Drama               | La angustia de vivir | Ganadora  |
| 1955 | Premio Henrietta - Actriz favorita |                      | Ganadora  |

Premios BAFTA
| Año  | Categoría               | Película             | Resultado |
| ---- | ----------------------- | -------------------- | --------- |
| 1954 | Mejor actriz extranjera | Dial M for Murder    | Nominada  |
| 1955 | Mejor actriz extranjera | La angustia de vivir | Nominada  |

Premios del Círculo de Críticos de Cine de Nueva York
| Año  | Categoría    | Película             | Resultado |
| ---- | ------------ | -------------------- | --------- |
| 1954 | Mejor actriz | La angustia de vivir | Ganadora  |
| 1954 | Mejor actriz | Dial M for Murder    | Ganadora  |
| 1954 | Mejor actriz | Rear Window          | Ganadora  |

## Discografía
- «True Love» (de Alta Sociedad, dueto con Bing Crosby, 1956).
- «L'Oiseau du Nord et L'Oiseau du Soleil», en francés e inglés (1978).
- «Birds, Beasts & Flowers: A Programme of Poetry, Prose and Music» (1980).

Monograma de Grace Kelly como princesa de Mónaco.

## En la ficción
- Grace de Mónaco (2014). Interpretada por la actriz Nicole Kidman como Grace Kelly y dirigida por Olivier Dahan).
- En un episodio de la serie española Velvet, el papel de Gracia de Mónaco es encarnado por la actriz Kimberley Tell.
- Grace Kelly (1983). Telefilm basado en la vida de Grace Kelly que tuvo como protagonista a Cheryl Ladd.
- Se hace referencia a ella constantemente en la canción de MIKA, Grace Kelly.

## Títulos y tratamientos
| ● 12 de noviembre de 1929-18 de abril de 1956:  | Señorita Grace Patricia Kelly              |
| ● 18 de abril de 1956-14 de septiembre de 1982: | Su alteza serenísima la princesa de Mónaco |

## Distinciones honoríficas

### Distinciones honoríficas monegascas
- Dama Gran Cruz de la Orden de San Carlos (17/04/1956).[11][12]

### Distinciones honoríficas extranjeras
- Dama Gran Cruz de la Orden de Beneficencia (Reino de Grecia, 13/05/1962).[12][13]
- Dama Gran Cruz de la Orden del Santo Sepulcro de Jerusalén (Ciudad del Vaticano).[12]
- Dama Gran Cruz de la Orden Pro Mérito Melitensi de la Orden de Malta [Clase Especial Civil] (Soberana Orden de Malta).[12]
- Dama Gran Cruz de la Orden de la Independencia Cultural Rubén Darío (República de Nicaragua).[14]
- Medalla Conmemorativa del 2500 Aniversario del Imperio de Irán (Imperio de Irán, 14/10/1971).[15][16]

## Ancestros
|  |                                          |  |  |  |  |  |  |  |  |  |  |  |  |  |  |  |
|  | 16. James Patrick Kelly                  |  |  |  |  |  |  |  |  |  |  |  |  |  |  |  |
|  |                                          |  |  |  |  |  |  |  |  |  |  |  |  |  |  |  |
|  |                                          |  |  |  |  |  |  |  |  |  |  |  |  |  |  |  |
|  | 8. Brian Kelly                           |  |  |  |  |  |  |  |  |  |  |  |  |  |  |  |
|  |                                          |  |  |  |  |  |  |  |  |  |  |  |  |  |  |  |
|  |                                          |  |  |  |  |  |  |  |  |  |  |  |  |  |  |  |
|  | 17. Elizabeth Hanna                      |  |  |  |  |  |  |  |  |  |  |  |  |  |  |  |
|  |                                          |  |  |  |  |  |  |  |  |  |  |  |  |  |  |  |
|  |                                          |  |  |  |  |  |  |  |  |  |  |  |  |  |  |  |
|  | 4. John Henry Kelly                      |  |  |  |  |  |  |  |  |  |  |  |  |  |  |  |
|  |                                          |  |  |  |  |  |  |  |  |  |  |  |  |  |  |  |
|  |                                          |  |  |  |  |  |  |  |  |  |  |  |  |  |  |  |
|  | 18. Michael McLaughlin                   |  |  |  |  |  |  |  |  |  |  |  |  |  |  |  |
|  |                                          |  |  |  |  |  |  |  |  |  |  |  |  |  |  |  |
|  |                                          |  |  |  |  |  |  |  |  |  |  |  |  |  |  |  |
|  | 9. Honora Margaret McLaughlin            |  |  |  |  |  |  |  |  |  |  |  |  |  |  |  |
|  |                                          |  |  |  |  |  |  |  |  |  |  |  |  |  |  |  |
|  |                                          |  |  |  |  |  |  |  |  |  |  |  |  |  |  |  |
|  | 19. Mary Burke                           |  |  |  |  |  |  |  |  |  |  |  |  |  |  |  |
|  |                                          |  |  |  |  |  |  |  |  |  |  |  |  |  |  |  |
|  |                                          |  |  |  |  |  |  |  |  |  |  |  |  |  |  |  |
|  | 2. John Brendan Kelly                    |  |  |  |  |  |  |  |  |  |  |  |  |  |  |  |
|  |                                          |  |  |  |  |  |  |  |  |  |  |  |  |  |  |  |
|  |                                          |  |  |  |  |  |  |  |  |  |  |  |  |  |  |  |
|  | 20. John Costello                        |  |  |  |  |  |  |  |  |  |  |  |  |  |  |  |
|  |                                          |  |  |  |  |  |  |  |  |  |  |  |  |  |  |  |
|  |                                          |  |  |  |  |  |  |  |  |  |  |  |  |  |  |  |
|  | 10. Walter Costello                      |  |  |  |  |  |  |  |  |  |  |  |  |  |  |  |
|  |                                          |  |  |  |  |  |  |  |  |  |  |  |  |  |  |  |
|  |                                          |  |  |  |  |  |  |  |  |  |  |  |  |  |  |  |
|  | 21. Bridget McLaughlin (hija de 18 y 19) |  |  |  |  |  |  |  |  |  |  |  |  |  |  |  |
|  |                                          |  |  |  |  |  |  |  |  |  |  |  |  |  |  |  |
|  |                                          |  |  |  |  |  |  |  |  |  |  |  |  |  |  |  |
|  | 5. Mary Anne Costello                    |  |  |  |  |  |  |  |  |  |  |  |  |  |  |  |
|  |                                          |  |  |  |  |  |  |  |  |  |  |  |  |  |  |  |
|  |                                          |  |  |  |  |  |  |  |  |  |  |  |  |  |  |  |
|  | 22. David Burke                          |  |  |  |  |  |  |  |  |  |  |  |  |  |  |  |
|  |                                          |  |  |  |  |  |  |  |  |  |  |  |  |  |  |  |
|  |                                          |  |  |  |  |  |  |  |  |  |  |  |  |  |  |  |
|  | 11. Anne Burke                           |  |  |  |  |  |  |  |  |  |  |  |  |  |  |  |
|  |                                          |  |  |  |  |  |  |  |  |  |  |  |  |  |  |  |
|  |                                          |  |  |  |  |  |  |  |  |  |  |  |  |  |  |  |
|  | 23. Mary Rollins                         |  |  |  |  |  |  |  |  |  |  |  |  |  |  |  |
|  |                                          |  |  |  |  |  |  |  |  |  |  |  |  |  |  |  |
|  |                                          |  |  |  |  |  |  |  |  |  |  |  |  |  |  |  |
|  | 1. Grace Patricia Kelly                  |  |  |  |  |  |  |  |  |  |  |  |  |  |  |  |
|  |                                          |  |  |  |  |  |  |  |  |  |  |  |  |  |  |  |
|  |                                          |  |  |  |  |  |  |  |  |  |  |  |  |  |  |  |
|  | 24. Gustav Majer                         |  |  |  |  |  |  |  |  |  |  |  |  |  |  |  |
|  |                                          |  |  |  |  |  |  |  |  |  |  |  |  |  |  |  |
|  |                                          |  |  |  |  |  |  |  |  |  |  |  |  |  |  |  |
|  | 12. Johann Karl Majer                    |  |  |  |  |  |  |  |  |  |  |  |  |  |  |  |
|  |                                          |  |  |  |  |  |  |  |  |  |  |  |  |  |  |  |
|  |                                          |  |  |  |  |  |  |  |  |  |  |  |  |  |  |  |
|  | 25. Elfriede Dede                        |  |  |  |  |  |  |  |  |  |  |  |  |  |  |  |
|  |                                          |  |  |  |  |  |  |  |  |  |  |  |  |  |  |  |
|  |                                          |  |  |  |  |  |  |  |  |  |  |  |  |  |  |  |
|  | 6. Carl Majer                            |  |  |  |  |  |  |  |  |  |  |  |  |  |  |  |
|  |                                          |  |  |  |  |  |  |  |  |  |  |  |  |  |  |  |
|  |                                          |  |  |  |  |  |  |  |  |  |  |  |  |  |  |  |
|  | 26. Friedrich Wilhelm Adam               |  |  |  |  |  |  |  |  |  |  |  |  |  |  |  |
|  |                                          |  |  |  |  |  |  |  |  |  |  |  |  |  |  |  |
|  |                                          |  |  |  |  |  |  |  |  |  |  |  |  |  |  |  |
|  | 13. Luise Wilhelmine Adam                |  |  |  |  |  |  |  |  |  |  |  |  |  |  |  |
|  |                                          |  |  |  |  |  |  |  |  |  |  |  |  |  |  |  |
|  |                                          |  |  |  |  |  |  |  |  |  |  |  |  |  |  |  |
|  | 27. Juliane Wilhelmine Feucht            |  |  |  |  |  |  |  |  |  |  |  |  |  |  |  |
|  |                                          |  |  |  |  |  |  |  |  |  |  |  |  |  |  |  |
|  |                                          |  |  |  |  |  |  |  |  |  |  |  |  |  |  |  |
|  | 3. Margaret Katherine Majer              |  |  |  |  |  |  |  |  |  |  |  |  |  |  |  |
|  |                                          |  |  |  |  |  |  |  |  |  |  |  |  |  |  |  |
|  |                                          |  |  |  |  |  |  |  |  |  |  |  |  |  |  |  |
|  | 28. Johann Georg Berg                    |  |  |  |  |  |  |  |  |  |  |  |  |  |  |  |
|  |                                          |  |  |  |  |  |  |  |  |  |  |  |  |  |  |  |
|  |                                          |  |  |  |  |  |  |  |  |  |  |  |  |  |  |  |
|  | 14. Georg Berg                           |  |  |  |  |  |  |  |  |  |  |  |  |  |  |  |
|  |                                          |  |  |  |  |  |  |  |  |  |  |  |  |  |  |  |
|  |                                          |  |  |  |  |  |  |  |  |  |  |  |  |  |  |  |
|  | 29. Anna Elisabeth Antes                 |  |  |  |  |  |  |  |  |  |  |  |  |  |  |  |
|  |                                          |  |  |  |  |  |  |  |  |  |  |  |  |  |  |  |
|  |                                          |  |  |  |  |  |  |  |  |  |  |  |  |  |  |  |
|  | 7. Margaretha Berg                       |  |  |  |  |  |  |  |  |  |  |  |  |  |  |  |
|  |                                          |  |  |  |  |  |  |  |  |  |  |  |  |  |  |  |
|  |                                          |  |  |  |  |  |  |  |  |  |  |  |  |  |  |  |
|  | 30. Nicolaus Röhrig                      |  |  |  |  |  |  |  |  |  |  |  |  |  |  |  |
|  |                                          |  |  |  |  |  |  |  |  |  |  |  |  |  |  |  |
|  |                                          |  |  |  |  |  |  |  |  |  |  |  |  |  |  |  |
|  | 15. Elisabetha Röhrig                    |  |  |  |  |  |  |  |  |  |  |  |  |  |  |  |
|  |                                          |  |  |  |  |  |  |  |  |  |  |  |  |  |  |  |
|  |                                          |  |  |  |  |  |  |  |  |  |  |  |  |  |  |  |
|  | 31. Margaretha Rothermel                 |  |  |  |  |  |  |  |  |  |  |  |  |  |  |  |
|  |                                          |  |  |  |  |  |  |  |  |  |  |  |  |  |  |  |
|  |                                          |  |  |  |  |  |  |  |  |  |  |  |  |  |  |  |

| Predecesor: Ghislaine Dommanget | Princesa consorte de Mónaco 18 de abril de 1956 – 14 de septiembre de 1982 | Sucesor: Charlene Wittstock |